# Ауде-Тонге
Ауде-Тонге (нід. Oude-Tonge) — село в нідерландській провінції Південна Голландія. Входить до муніципалітету Гуре-Оверфлакке.
Його площа становить 24,66 км², а населення станом на 2022 рік складало 138 085 осіб.
Перша згадка про населений пункт датується 1420 роком.
До 1966 року мало статус окремого муніципалітету.

## Галерея

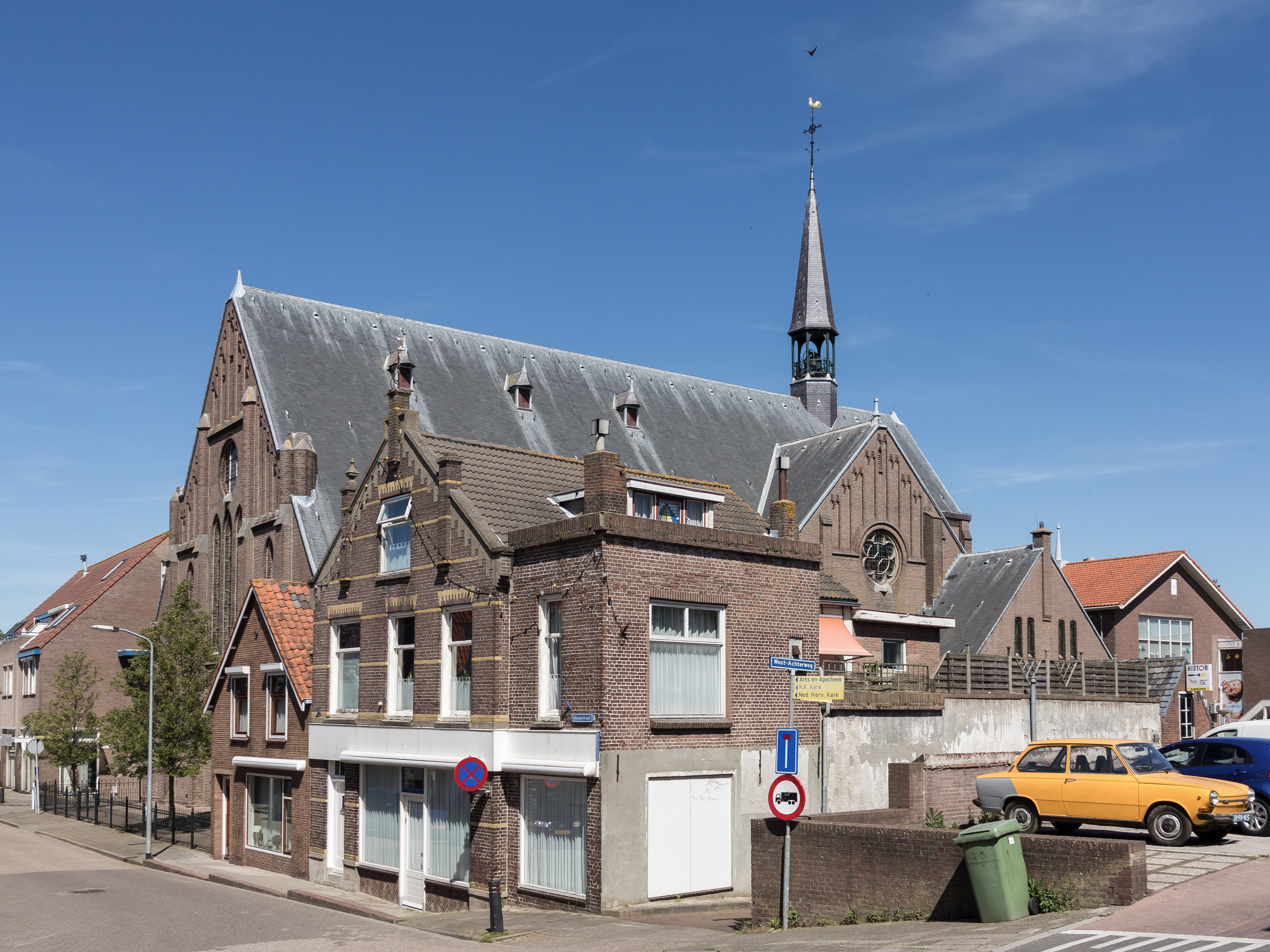
Католицька церква у селі
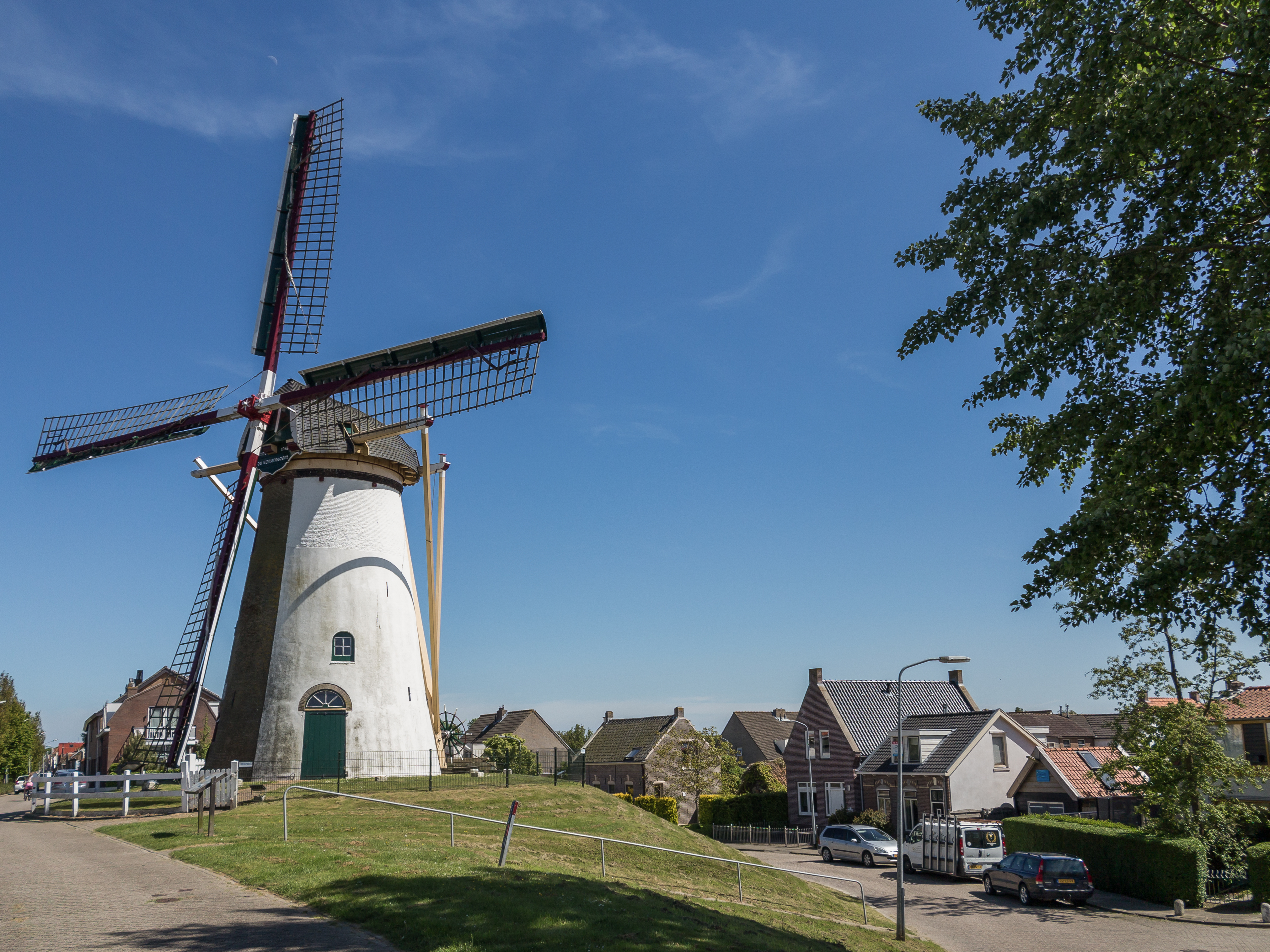
Вітряк в Ауде-Тонге
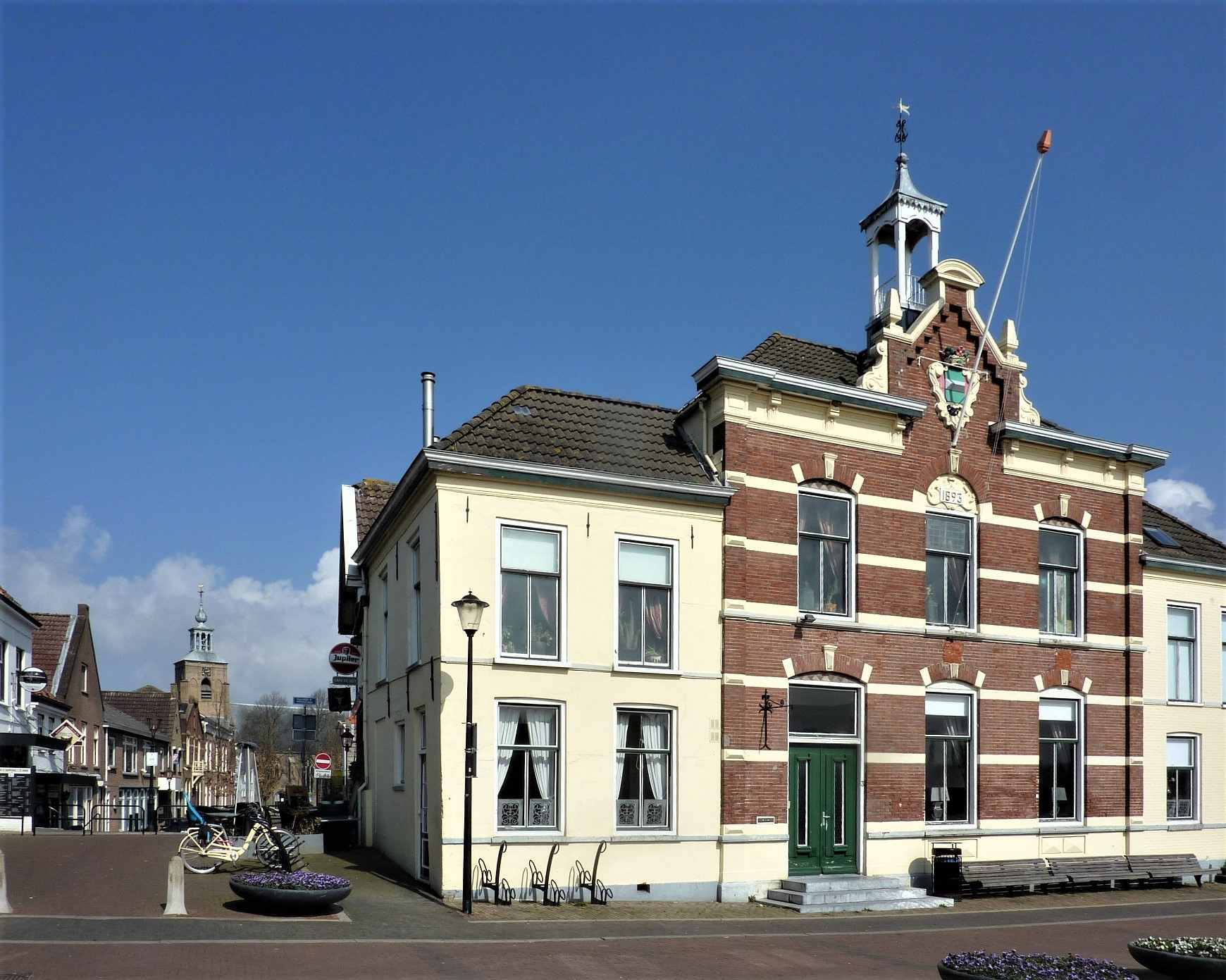
Будівля колишньої мерії
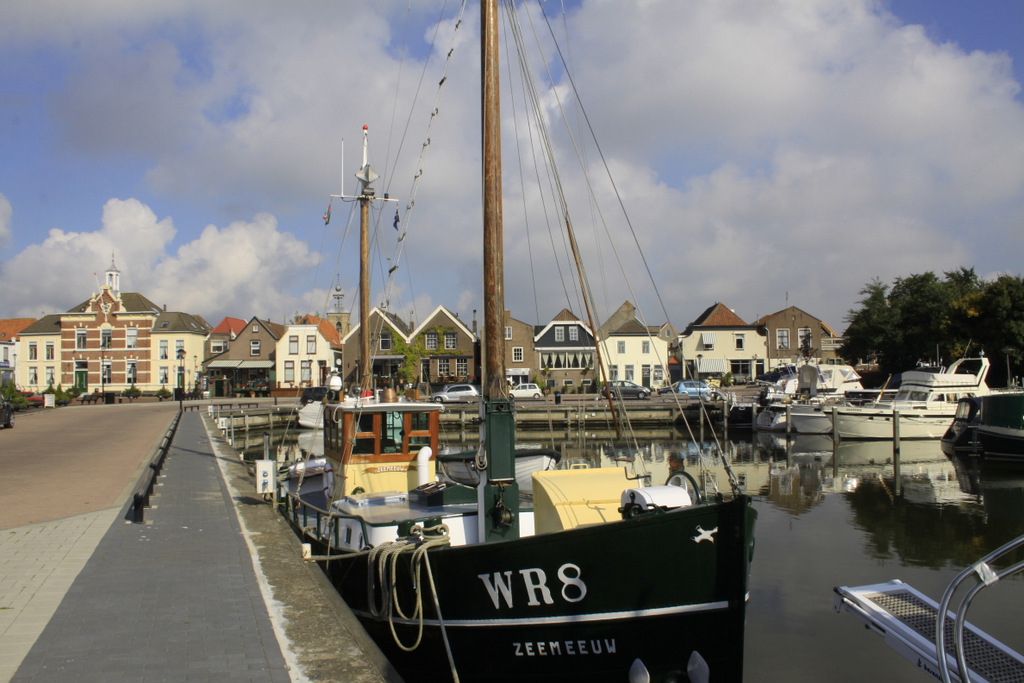
Гавань у селі